# Sunset Serenade
Sunset Serenade è un film del 1942 diretto da Joseph Kane.
È un film western statunitense con Roy Rogers, Bob Nolan e George 'Gabby' Hayes.

## Produzione
Il film, diretto da Joseph Kane su una sceneggiatura di Earl Felton con il soggetto di Robert Yost fu prodotto da Kane, come produttore associato, per la Republic Pictures e girato nei Republic Studios a Hollywood in California

## Colonna sonora
- Song of the San Joaquin - scritta da Tim Spencer e Roy Rogers, cantata da Roy Rogers e Sons of the Pioneers
- I'm A Cowboy Rockefeller - scritta da Tim Spencer e Roy Rogers, cantata da Roy Rogers e Sons of the Pioneers
- Mavourneen O'Shea - scritta da Tim Spencer, cantata da Roy Rogers, George 'Gabby' Hayes e Sons of the Pioneers
- He's A No-Good Son-of-a-Gun - scritta da Bob Nolan, cantata dai Sons of the Pioneers
- A Cowboy Has To Sing - scritta da Bob Nolan, cantata dai Sons of the Pioneers
- A Sandman Lullaby - scritta da Bob Nolan, cantata da Roy Rogers e Sons of the Pioneers

## Distribuzione
Il film fu distribuito negli Stati Uniti dal 14 settembre 1942 al cinema dalla Republic Pictures.

## Promozione
La tagline è: "Writing A New Chapter In Western Screen History!... Roy Rogers' Sensational Rise To Fame!... Here He Is... In Reply To YOUR Demands!".